# چورلو (سولواووا)
چورلو (به ترکی استانبولی: Cürlü) یک منطقهٔ مسکونی در ترکیه است که در سولواووا واقع شده‌است.